# Ray of Light (lied)
Ray of Light is een lied van Madonna, de tweede single van haar album "Ray of Light" (1998).

## Achtergrondinformatie
"Ray of Light" begint met een ingetogen gitaar-riff, om al snel uit te monden in high-energy techno. Het nummer stond in de lente van 1998 aan de top van alle dance-hitlijsten ter wereld.
Het tekst van het lied is gebaseerd op de track "Sepheryn", geschreven door Clive Muldoon en David Curtiss.
Als extra track op de cd-single is het tot dan toe niet uitgebrachte "Has to be" te vinden.

## Videoclip
Deze video luidde het begin van de samenwerking in met de Zweedse regisseur Jonas Åkerlund. Later zou hij meer Madonna-clips regisseren, waaronder de controversiële clips van "American Life" en "What It Feels Like for a Girl", de documentaire I'm Going To Tell You A Secret en de concert-registratie van The Confessions Tour.
In de clip zien we Madonna dansend voor versnelde beelden uit het dagelijks leven.
De clip won 5 prijzen tijdens de MTV Video Music Awards van 1998.

### NPO Radio 2 Top 2000
| Nummer met noteringen in de NPO Radio 2 Top 2000 | '09  | '10  | '11  | '12  | '13  | '14  | '15  |
| ------------------------------------------------ | ---- | ---- | ---- | ---- | ---- | ---- | ---- |
| Ray of Light                                     | 1571 | 1400 | 1711 | 1715 | 1615 | 1643 | 1938 |

1. ↑  Een vetgedrukt getal geeft de hoogste notering aan.
2. ↑  2009 was het eerste jaar met een notering voor dit nummer.
3. ↑  Deze tabel is bijgewerkt tot en met de laatste editie (2024).